# Sto dney do prikaza
Sto dney do prikaza (em russo: Сто дней до приказа) é um filme de drama soviético de 1990 dirigido por Hussein Erkenov, inspirado no romance homônimo escrito por Yuri Polyakov.
Para conseguir que o Gorki Studios fornecesse financiamento para o filme, Erkenov e os escritores Yuri Polyakov e Vladimir Golodov forneceram ao estúdio dois roteiros falsos, além do verdadeiro. O governo soviético censurou o filme e proibiu sua exportação. Ele não foi exibido fora do país até o Festival Internacional de Cinema de Berlim em 1994, depois que Erkenov fundou sua própria empresa de vendas.

## Sinopse
O filme expõe as crueldades infligidas a jovens recrutas do Exército Vermelho por seus superiores em um campo de treinamento na Rússia Central. O filme não tem estrutura narrativa e, em vez de contar uma história, usa vinhetas com diálogo mínimo para expor as condições em que os recrutas do exército soviético viviam. O filme explora temas de homoerotismo.

## Elenco
- Vladimir Zamansky como O Homem Desconhecido
- Armen Dzhigarkhanyan como Comandante da Brigada
- Oleg Vasilkov como Elin
- Roman Grekov como Zub
- Valeriy Troshin como Kudrin
- Aleksandr Chislov como Zyrin
- Mikhail Solomatin como Belikov
- Sergey Romantsov como Titarenko
- Sergey Bystritsky como Tenente Sênior
- Elena Kondulainen como Morte
- Oleg Khusainov como Anjo
- Sergey Semyonov como Capitão
- Maria Politseymako como mulher no campo
- Vadim Piyankov como cabo-lança